# Парк імені Папи Римського Івана Павла II
Парк імені Папи Римського Івана Павла II — парк у Сихівському районі міста Львова біля Сихівського житлового масиву.

## Назва
До 2011 року назва була лісопарк «Зубра», але 30 червня того ж року депутати Львівської міської ради перейменували у Парк імені Папи Римського Івана Павла II з метою вшанування пам'яті блаженного Івана Павла II.
Інша назва «Зубрівський ліс» (багато людей помилково називають його Сихівським, хоча насправді «Сихівський ліс» є з іншого боку колишнього села Сихів, позаду заводу «Іскра»), походить від села Зубри та річки під цією ж назвою, які знаходяться відразу за Сихівським масивом.

## Історія
У цьому «Зубрівському лісі» існував дитячий піонерський табір. Основні породи дерев лісопарку: дуб, сосна, чорна вільха. Ще до 1982 року водилися в лісі маленькі олені (сарни), зайці, їжаки та різного роду птахи. В давнину, історики пишуть були в лісі зубри, від яких і село з річкою отримали назву.
Ще на початку 1980-х років за «Зубрівським лісом» в Піонерському урочищі існувало велике озеро, зване «Піонерським» (на відміну від «Комсомольського озера» біля Винників), в якому було багато риби. На березі озера була човникова станція і люди влітку приїздили відпочивати та купатися. Ще перед забудовою і навіть на початках існування Сихівського масиву у 1981—1982 роках вода була чистою. Озеро наповнювали води річки Зубри, яка бере початок з тепер вже колишнього села Козельники, а відтак впадає у Дністер. Після 1982 року комуністична влада наказала берег озера в напрямку течії розрити бульдозерами та екскаваторами і саме озеро прорвавши берег, по кількох днях витекло, а впродовж наступних років річка Зубра перетворилася на засмічений потік.
У лісопарку «Зубра» є стихійне кладовище домашніх тварин.
У березні 2016 року почалися роботи з облаштування парку імені Папи Римського Івана Павла II. Через ліс було прокладено бруковану доріжку, вночі освітлювану ліхтарями, заплановано ще поперечну і кілька радіальних.
8 липня 2017 року у парку поблизу перехрестя вулиць Гориня та Освицької відбулося закладення місійного хреста, яке очолив Львівський декан митр. прот. Олег Древняк. Отцю-декану співслужили священики Львівського деканату УАПЦ. Відтоді громада УАПЦ Стрітення Господнього Сихівського району м. Львова (настоятель митр. прот. Тарас Бецель) розпочала регулярні богослужіння та цьому місці.
29 вересня 2018 року відбулося посвячення костелу святого Архангела Михаїла, що споруджений у 2008—2018 роках поблизу парку при вул. Освицькій, 4. Урочистості очолили архієпископ-митрополит Львівський Мечислав Мокшицький та митрополит Катовіцький Віктор Скворц. Храм належить парафії святого Архангела Михаїла Львівської Архідієцезії РКЦ, що зареєстрована за цією адресою.
На межі парку імені Папи Римського Івана Павла II та вул. Михайла Гориня для дітей створили мотузковий парк «Тарзан».